# Братське (Курманський район)
Бра́тське (до 1948 року — Буюк-Конрат, крим. Büyük Qoñrat) — село Курманського району Автономної Республіки Крим.
Село засноване на місці татарського села Біюк-Конрат.